# Odprto prvenstvo Avstralije 1978
Odprto prvenstvo Avstralije 1978 je teniški turnir, ki je potekal med 25. decembrom 1978 in 3. januarjem 1979 v Melbournu.

## Moški posamično
Guillermo Vilas :  John Marks, 6–4, 6–4, 3–6, 6–3

## Ženske posamično
Chris O'Neil :  Betsy Nagelsen, 6–3, 7–6(7–3)

## Moške dvojice
Wojciech Fibak /  Kim Warwick :  Paul Kronk /  Cliff Letcher, 7–6, 7–5

## Ženske dvojice
Betsy Nagelsen /  Renáta Tomanová :  Naoko Sato /  Pam Whytcross, 7–5, 6–2